# Juggernaut (truyện tranh)
Juggernaut (Cain Marko) nhân vật siêu phản diện hư cấu xuất hiện trong sách truyện tranh của Mỹ, được phát hành bởi  Marvel Comics. Nhân vật được tạo bởi nhà văn Stan Lee và  họa sĩ/đồng tác giả Jack Kirby, xuất hiện lần đầu tiên trong X-Men #12 (Tháng 7 năm 1965). Ông là anh em cùng mẹ khác cha với Giáo sư X.
Năm 2008, Juggernaut xếp hạng 188 trong danh sách Top 200 Nhân vật truyện tranh của Wizard. Năm 2009, Juggernaut xếp hạng 19 trong danh sách Top 100 Nhân vật phản diện trong truyện tranh của IGN.